# Гаврилов Петро Михайлович
Петро Михайлович Гаврилов (нар. 30 червня 1900 — пом. 26 січня 1979) — радянський військовик, який очолював оборону Берестейської фортеці у 1941 році під час німецько-радянської війни, за що із запізненням у повоєнні роки був удостоєний звання Героя Радянського Союзу (1957).

## Біографія

### Ранні роки
Народився в селі Альвідіно Лаишевского повіту Казанської губернії Російської імперії (нині Пестречинський район Республіки Татарстан). За національністю татарин.
Ріс без батька (батько помер ще до його народження). У 15 років пішов до Казані і вступив на завод чорноробом. Брав участь у встановленні радянської влади в Казані.
Навесні 1918 року вступив добровольцем до Червоної Армії, воював на Східному фронті проти військ Колчака, потім проти військ Денікіна і повстанців на Північному Кавказі. Після закінчення Громадянської війни у Росії залишився в армії. У 1922 році вступив в РКП (б). У 1939 році закінчив Військову академію ім. Фрунзе.
У званні майора був призначений командиром 44-го стрілецького полку. Учасник Радянсько-фінської війни 1939–1940 років. По закінченні війни його полк був переведений в Західну Білорусь, а в травні 1941 — в Берестя.

### Друга світова війна
Після нападу німців на фортецю Гаврилов очолив групу бійців з 1-го батальйону свого полку і дрібних розрізнених підрозділів 333-го і 125-го стрілецьких полків, на чолі якої боровся на валу у Північних воріт Кобринського укріплення; потім очолював гарнізон Східного форту, де з 24 червня зосередилися всі захисники Кобринського укріплення. Всього у Гаврилова було близько 400 осіб з двома зенітними гарматами, декількома 45-мм гарматами і чотириствольний зенітним кулеметом.
Увечері 29 червня 1941 року після бомбардування Східного форту (одна з бомб вагою в 1,8 тонни потрапила у внутрішню підкову форту і, можливо, стала причиною підриву складу боєприпасів захисників), Гаврилов із залишками своєї групи (12 осіб з чотирма кулеметами) ховається в казематах. Кілька днів група робила вилазки, поки не була розсіяна.
Сам Гаврилов був важко поранений і 23 липня потрапив у полон. Утримувався в концтаборах Хаммельбург і Равенсбрюк до травня 1945 року. У полоні познайомився з генералом Карбишевим.

### Післявоєнний період
Після визволення з німецького полону Гаврилова виключили з ВКП (б) через втрату партійного квитка. Однак, відновлений в колишньому військовому званні, восени 1945 року він був призначений начальником радянського табору для японських військовополонених у Сибіру.
Після звільнення у відставку у зв'язку зі скороченням збройних сил виїхав до Татарії, а потім в Краснодар, де знайшов дружину і сина, з якими не бачився з першого дня війни.
30 січня 1957 року за зразкове виконання військового обов'язку під час оборони Берестейської фортеці в 1941 році і проявлені при цьому мужність і героїзм Гаврилову Петру Михайловичу присвоєне звання Герой Радянського Союзу.
Петро Михайлович Гаврилов помер у Краснодарі 26 січня 1979 року. Був похований з військовими почестями на гарнізонному меморіальному кладовищі Берестя.

## Нагороди
- Медаль «Золота Зірка» (30 січня 1957)
- Два ордена Леніна
- Медалі